# Martin Tomek
Martin Tomek (* 12. září 1969) je bývalý český fotbalový brankář.

## Fotbalová kariéra
V české lize hrál za AFK Atlantic Lázně Bohdaneč. Nastoupil ve 12 ligových utkáních. V nižších soutěžích chytal i za SK Chrudim 1887, FC MUS Most, FK Mladá Boleslav a TJ Dvůr Králové nad Labem.

## Ligová bilance
| Ročník                          | Zápasy | Góly | Klub                        |
| ------------------------------- | ------ | ---- | --------------------------- |
| 2. česká fotbalová liga 1995/96 | 7      | 0    | SK Chrudim 1887             |
| 2. česká fotbalová liga 1996/97 | 29     | 0    | AFK Atlantic Lázně Bohdaneč |
| Gambrinus liga 1997/98          | 12     | 0    | AFK Atlantic Lázně Bohdaneč |
| 2. česká fotbalová liga 1998/99 | 19     | 0    | FC MUS Most                 |
| 2. česká fotbalová liga 1999/00 | 11     | 0    | FK Mladá Boleslav           |
| CELKEM česká 1. liga            | 12     | 0    |                             |